# Американський бобтейл
Американський бобтейл (англ. American bobtail, АВТ)  — нова порода кішок, що з'явилася внаслідок природних мутацій.

## Історія
Мутації виникли при розведенні кішок породи регдол. Спочатку забарвлення були типовими для регдолів. Порода відрізняється від японського бобтейла тим, що ген короткохвостості є домінантним. Зберігається рухливість хвостових хребців, у зв'язку з чим надають перевагу тваринам, які не мають вузлів і зламів. Розводять короткошерстий і напівдовгошерстий варіанти. Є національною американською породою. Порода визнана в деяких всесвітніх фелінологічних організаціях (ACFA, ICE, ТІСА). З 1999 року заборонене схрещування з іншими породами. Основне поголів'я зосереджене в Америці. Порода нечисленна й досить рідкісна.

## Характер
Характер у кішок м'який і лагідний. Тварини спокійні й урівноважені. Люблять бути в товаристві людей. Дуже стрибучі. Гарні мисливці. Повністю формуються тільки до 2-3 року життя.

## Зовнішній вигляд
Кішки американського бобтейла — великі, міцні тварини із природно вкороченим хвостом. Тіло кремезне, прямокутного формату, атлетичної будови з добре розвиненою мускулатурою. Груди широкі, розвинені. Спина пряма з трохи випуклими лопатками. Стегна майже такі ж широкі, як і плечі. Кінцівки пропорційні до тіла, недовгі, важкі, мускулясті. Задні трохи довші, ніж передні. Хода звичайної кішки. Лапи великі, круглі, бажані пучки хутра між пальцями. Хвіст короткий (2,5-7,5 см), дуже рухливий, вкритий хутром у вигляді китиці або помазка. У настороженому стані стоїть вертикально.
Перевага надається хвостам якомога прямішим і рухливим (хвіст рисі). Коти більші, ніж кішки.
Голова у вигляді широкого, плавно окресленого клина без пласких граней. Лоб високий, трохи опуклий. Морда майже квадратна. Вилиці високі, трохи опуклі. Щелепи й підборіддя сильні. Ніс широкий, середньої довжини, трохи нахилений, кирпатий на кінці. Вуха від середніх до великих, поставлені високо й широко на голові, насторожені, широкі в основі, з трохи округленими кінчиками. Бажані китиці й вушні щітки. Очі овальні, великі, широко, глибоко й трохи косо поставлені. Шия середньої довжини, сильна, мускулиста.
Шерстний покрив за довжиною двох типів: короткошерстий і напівдовгошерстий. У короткошерстих хутро середньої довжини, пружна, густа, подвійна за текстурою. У напівдовгошерстих — середньої довжини, густа, кошлата, підшерстя м'яке. Добре розвинене прикрашальне волосся на шиї, грудях, задніх кінцівках і крупі, трохи довше середньої довжини хутра. Комір невеликий.

### Забарвлення
Припустимими є всі колірні варіації забарвлення. Перевага надається дикому (забарвлення агуті).

## Світлини

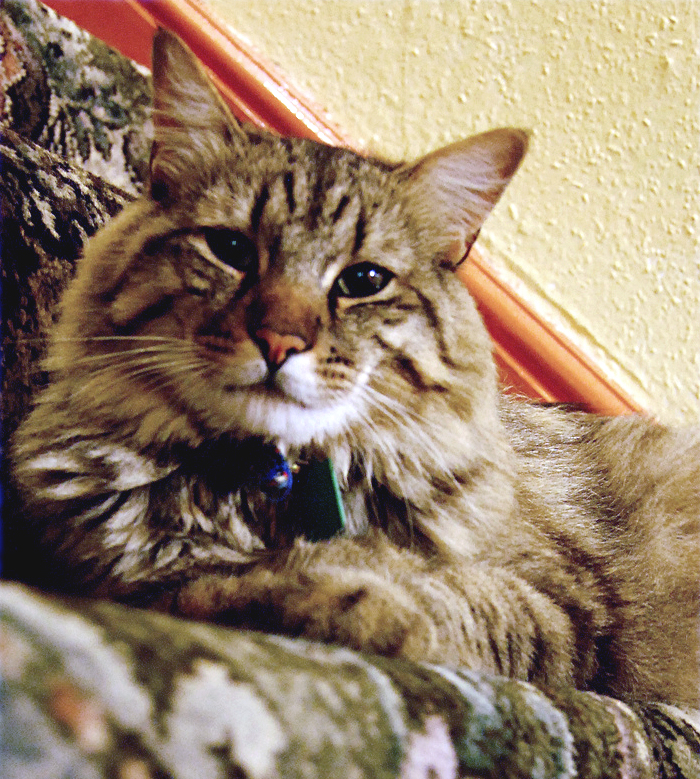
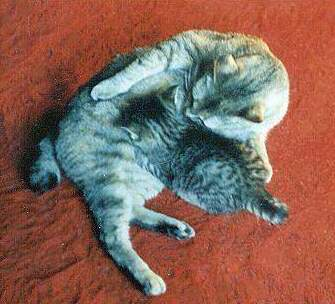